# 2-es főút
2-es főút (kettes főút, ungarisch für ‚Hauptstraße 2‘) ist eine ungarische Hauptstraße und verläuft von Budapest über Vác zur Grenze zur Slowakei in Parassapuszta bei Hont. Die Straße bildet einen Teilabschnitt der Europastraße 77.
Die Gesamtlänge der Straße beträgt 78 Kilometer.